# Ophioplax melite
Ophioplax melite is een slangster uit de familie Ophiochitonidae.
De wetenschappelijke naam van de soort werd in 1949 gepubliceerd door Austin Hobart Clark.